# فايز التوش (مسلسل)
فايز التوش مسلسل قطري كوميدي درامي متصل منفصل يتكون من خمس أجزاء يناقش من خلالها قضايا اجتماعية وسياسية، شارك فية العديد من الفنانين القطريين بالإضافة إلى عدد من الفنانين الخليجيين والعرب. مدة الحلقة 30 دقيقة، بدأ إنتاجة عام 1984 م.
- الجزء الأول في 1984: 15 حلقه
- الجزء الثاني في 1985: 22 حلقه
- الجزء الثالث في 1988: 27 حلقه
- الجزء الرابع في 98-1999: 30 حلقه
- الجزء الخامس في 2000: 30 حلقه

من إنتاج تلفزيون قطر / ما عدا الجزء الخامس كان من إنتاج تلفزيون أبو ظبي، وحمل اسم (التوش منكم ولكم) ، ولم يحظى بنجاح الأجزاء السابقة
توقف المسلسل في أجزاءه الأولى الثلاث، ولم يكمل عرضه، بسبب حساسية المواضيع وجرأتها التي تطرق لها المسلسل في وقتها، فقد توقف عرض الجزء الأول من بعد الحلقة 15 من أصل 30، وتوقف عرض الجزء الثاني من الحلقة 22 من أصل 30، وتوقف عرض الجزء الثالث من بعد الحلقة 27 من أصل 30، وحتى هذا اليوم لم تبث هذه الحلقات التي لم تعرض في عرضها الأول، بالرغم من ارتفاع سقف الحرية في طرح المواضيع الجزئية في المسلسلات، ولكن لم يتم ايجاز سوى الحلقات التي عرضت فقط

## طاقم العمل

### المؤلفين
- غانم السليطي
- حمد الرميحي
- محمد طة شارك في تأليف الجزء الرابع

### قطر
- غانم السليطي
- عبد العزيز جاسم
- هدية سعيد
- مبارك الكواري
- هلال محمد
- سعد بخيت
- عبد الله غيفان
- غازي حسين
- سعيد المناعي
- صلاح الملا
- جبر الفياض
- سعد بورشيد
- خميس بورشيد
- صلاح الملا
- محمد مفتاح
- عمر بوصقر
- نشوان العمري
- فالح فايز
- درويش علي
- محمد أنور
- احمد مفتاح
- احمد إسماعيل
- عبد الله الباكر
- خليفة الرميحي
- خليفة المسلماني
- محمد يوسف
- علي عبد الرب
- علي المالكي
- عبد الله حامد
- حمد علي
- فرج سعد
- سعدي الشمري
- محسن جاسم
- راشد الشبيب
- عبد الرحمن سيد علي
- حسين العبيدلي
- خالد العدساني
- أحمد الفضالة
- احمد صالح
- علي سيف الكواري
- فريد الظاهري
- طالب الدوس

### البحرين
- مريم راشد
- مبارك خميس
- أحلام محمد
- عبد الله بحر
- أحمد شويطر
- لطيفة المجرن
- زينب العسكري
- فرح علي

### الكويت
- منى عيسى
- باسمة حمادة
- عبد العزيز النمش
- عبد الناصر درويش

### الإمارات العربية المتحدة
- سميرة أحمد
- خليفة التخلوفة
- محمد سعيد
- علاء النعيمي

### عُمان
- فخرية خميس

### السعودية
- سناء بكر يونس

### مصر
- عثمان الحمامصي
- محمود القلعاوي
- اشرف شحاتة
- غريب فكري
- هلال فهمي
- عادل صقر
- محمد عطيه

### العراق
- سليمة خضير
- افراح عباس
- التفات عزيز

### اليمن
- سالم الجحوشي
- عامر الهلابي

### السودان
- محمد السني

### الأردن
- عبد المنعم جرار

## الإخراج
- المخرج: إبراهيم الصباغ - عبد المجيد الرشيدي
- المخرج المساعد: علي الحمادي - خليفة المناعي - اشرف شحاته
- المخرج المنفذ: ناصر موافي
- مساعد المخرج: حمد الرميحي - ناصر موافي - احمد إسماعيل